# V. Celesztin pápa
Szent V. Celesztin (1209-1215 körül, Molise – 1296. május 19., Fumone) néven uralkodott a római katolikus egyház történetének 192. pápája. A konklávé huszonhét hónapon át nem tudott dönteni Szent Péter trónjának betöltéséről, így az egyházfői trón több mint két éven át üresen állt. A Rómában – és ezáltal a bíborosi kollégiumban is – egymásnak feszülő politikai érdekek olyannyira nem bírtak egymással, hogy végül egy idős bencés monasztikust választottak meg. Celesztinről bátran állítható, hogy egyike volt a legtisztább lelkű klerikusoknak, akik valaha elfoglalták a pápai trónt. Nem véletlen, hogy halála után szentté avatták. Azonban a bíborosok azért választották meg egyházfőnek, mert életének nagy részét remeteként élte le, ezért nem értett a politikához, és nem tudta átlátni a pápasággal járó feladatokat. Ezért ő volt a történelemben az első olyan egyházfő, aki önként lemondott hivataláról.
A nevéről elnevezett celesztinusok közösségének alapítója.

## Élete
1209 vagy 1215 körül született a Molise tartományban álló Sant’Angelo Limosano városában, Pietro Angelerio néven. Csak évekkel később vette fel ismertebb nevét, a Pietro del Morrone nevet. Apját Angelo Angeleriónak hívták, anyját pedig Maria Leonénak. Pietro tizenegyedikként született a tizenkét gyermeket nevelő dél-itáliai parasztcsaládban. A krónikák leírása szerint Pietro családja szegény volt, de becsületes és mindenekelőtt mélyen vallásos. Miután apja még igen fiatal korában meghalt, Pietro dolgozni kezdett testvéreivel a földeken. Azonban anyja más jövőt szánt neki, ugyanis felfigyelt kivételes értelmére és odafigyelésére embertársai iránt. Pietro volt Maria titkolt kedvence gyermekei között, és hamar rávette, hogy álljon be szerzetesnek a közeli kolostorba. Így Pietro tizenhét éves korában a Faifoliban álló bencés szerzetesrend tagja lett. Itt teológiát tanult, és a rend legelhivatottabb szerzetese lett. Aszketizmusa és vallásos fanatizmusa végül a vadonba vezette őt. A remete életmódot választotta először az Abruzzóban emelkedő Monte Morrone hegyen, majd öt évvel később két társával a közeli Maiella-hegység egyik barlangjában. Életének alapjait Keresztelő Szent János élete adta, így rongyos ruhákban élt, elvékonyodott testét láncokkal kötözte meg, amelyeket csak vasárnaponként oldozott el. Egy évben négyszer tartott böjtöt, amelyek közül három szigorú böjt volt, azaz csak kenyeret és vizet vett magához. A nap nagy részét és az éjjeleket is imával és munkával töltötte. Hamarosan több követője is akadt, és a bencés rendnek így alakult ki a celesztinus ága, amelyet IV. Orbán pápa 1263-ban ismert el. 1286-ig az általa alapított rend elöljárója volt, amelyet csak a pápai trónra lépése után neveztek el róla.

## Naiv pontifikátus
Pietro remete életét ismerve nehéz elképzelni, hogy a politikától és a világi egyház ügyeitől távol élő szerzetesből egy nap hogyan lett pápa. A válasz semmiképpen nem egyeztethető össze az egyház hirdetéseivel. Immár két esztendő és három hónap telt el, hogy IV. Miklós pápa meghalt, de a konklávé, amely Perugia városában ült össze, még mindig döntésképtelennek bizonyult. A parttalan választás hátterében a római nemesség politikai vitája húzódott, amely az Anjou-párti és az őket ellenző csoport között dúlt. Az előbbit az Orsini-család támogatta, míg az utóbbit a Colonnák nemzetsége. A tizenkét főből álló bíborosi kollégiumban ekkor hat római származású atya ült, négy itáliai és két francia. A két római nemesi család igyekezett megnyerni a bíborosokat ügye érdekében, de ez egyiküknek sem sikerült. A konklávéban éppen hatan voltak Anjou-pártiak, és ugyanennyien ellene. Az elhúzódó választásnak mindig az volt a legnagyobb veszélye, hogy a világi hatalom képviselői is hathatós befolyással szólnak közbe a választásokba. Ez történt Perugiában is, ahol 1294 tavaszán megjelent II. Károly, Nápoly királya és fia, Martell Károly, aki Magyarország királyának címezte magát. A koronás fők ellenében azonban ott volt Gaetani bíboros, aki a franciaellenes Colonnák vezetője volt. A megegyezés egyre távolibbnak tűnt, amikor Latino Malabranca Orsini bíboros beszédet intézett a konklávéhoz. Szavaiból ki lehetett venni, hogy az Úr haragja a szent kollégiumra vetül, ha nem választják meg Szent Péter utódját hamarosan. De a Megváltó utat mutatott neki egy remete szerzetes személyében. Mindenki előtt világos volt, hogy Latino bíboros a pártatlan, idős Pietróra gondol. 1294. július 7-én a konklávé egyhangúlag Pietrót választotta meg egyházfőnek.
De a bonyodalmak csak ekkor kezdődtek. Amikor II. Károly megtudta, hogy egyik alattvalója került a pápai trónra, azonnal útnak indult, hogy maga mellé állítsa a tapasztalatlan, tájékozatlan öregembert. Pietrót déli barlangjában érte a hír, hogy a szent kollégium őt választotta meg az egyház vezetőjének. A szerzetes határozottan elutasította a méltóságot, de azt senki sem hagyta annyiban. A bíborosok követei igyekeztek megmagyarázni neki, hogy a hosszas választás után nincs alkalmasabb ember a pápai trón betöltésére. II. Károly és Martell Károly szintén igyekeztek rábírni a tiara elfogadására, és azonnal elkezdték érdekeikhez idomítani az egyházfőt. A források szerint Pietro megpróbált elszökni a világ elől, de ezt igazán a nép gátolta meg. A köznép Itália-szerte üdvözölte a szent életű szerzetest a pápai trónon. Úgy gondolták, hogy végre olyan ember foglalhatja el a szent széket, aki igazán méltó arra, nem úgy, mint több korábbi egyházfő. Igazi megváltásról, az igazság eljöveteléről beszéltek. Végül Pietro úgy vélte, megválasztása az Úr akarata volt, és élnie kell a lehetőséggel, hogy ő irányíthatja az Isten egyházát.
II. Károly eközben már el sem mozdult közeléből, és az ő hatására fogalmazta meg Pietro válaszát a kollégiumnak. Ebben elfogadta a megtisztelő címet, de nem akart Perugiába utazni; arra kérte a bíborosokat, hogy utazzanak a nápolyi területen álló Aquilába, koronázására. A bíborosok csak nehezen vették rá magukat az utazásra, és mindössze hárman érkeztek meg a városba. Pietro szamárháton érkezett a koronázásra a Santa Maria di Collemaggio-templom elé, és augusztus 29-én hivatalosan is trónra emelték. Ekkor vette fel az V. Celesztin uralkodói nevet. Az aquilai koronázáson jelen volt Gaetani bíboros is, aki minden erejével megpróbálta rávenni Celesztint, hogy térjen vissza a Pápai Állam területére. Azonban Károly rábeszélésére Celesztin egész udvarát Nápoly városában rendezte be. 

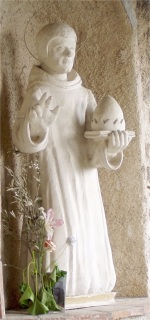
Szent Celesztin szobra

Hamarosan mindenki számára kiderült, hogy az alapvető teológiai tudáson kívül Celesztin semmit sem ért a világi életből. A nápolyi király számára is hamar világossá vált, hogy a gyenge akaratú egyházfő mindössze tehetetlen eszköz a kezükben. Mindennek ellenére Celesztin igen fontos döntéseket hozott a pápaság későbbi története szempontjából.
Elsőként újra érvénybe helyezte a X. Gergely pápa által kiadott konklávétörvényeket, amelyeket V. Adorján semmissé nyilvánított, amivel visszaállította a kétharmados szabályt, de ezen túlnyúló reformokat is bevezetett, például a "több X-es" szavazást. De ez csak az első hidegzuhany volt a bíborosi testületnek, amelyet csak ritkán kérdezett meg terveiről. Károly nyomására tizenkét új bíborost szentelt fel, akik közül hét francia származású volt, három a Nápolyi Királyság területéről származott, és kettő Celesztin remetetársa volt. Ez volt a szerzetespápa legmeghatározóbb tette, ezzel ugyanis végleg eldöntötte a pápák későbbi történelmét. A bíborosi testületben nagyobb arányba kerültek a franciapártiak, amely már az egyházfők avignoni útját jelezte előre. Legtöbb rendeletét később semmissé nyilvánították; ezek közé tartozott az is, hogy Károly egyik gyermekét Lyon érseki székébe iktatta be. Mivel senkinek sem tudott nemet mondani, ezért gyakran előfordult, hogy egy méltóságra egyszerre négy-öt embert is kinevezett, vagy nem létező kegyeket osztogatott. Többször a hagyományok felrúgásával alapított érsekséget vagy püspökséget. Ennek következtében a kúria teljesen a feje tetejére állt. A teljes zűrzavarban Celesztin leginkább lelki békéjére koncentrált. A nápolyi Castel Nuovóban berendezett rezidenciáját kibővíttette egy olyan szárnnyal, amely egykori barlangját próbálta lemásolni. Napokat töltött imádsággal, mert úgy érezte, veszélyben a lelki üdve. Ez egyre többször vett erőt rajta, és miután Gaetani bíboros is gyakran szegődött melléje, lassan megérett Celesztinben és a bíborosokban is a lemondás gondolata.
Celesztin második nagyobb horderejű rendelkezése volt, hogy a kánoni jogokba véttette, hogy a pápának joga van lemondani trónjáról. Ehhez Gaetani bíboros minden segítséget megadott, hogy teljesülhessen. Ő fogalmazta meg a Liber Sixtust, amely Celesztin lemondását indokolta meg. Amikor Celesztin terve kitudódott, Nápolyban feszült lett a hangulat. II. Károly, akinek több óhaja is Celesztin alkalmatlanságát igazolta, ellenezte a pápa lemondását. A klérus és a szerzetesek is jelentős számban vonultak a Castel Nuovo köré, és imákkal kérlelték Celesztint, hogy ne mondjon le. Azonban a pápa elutasította kérésüket, és egy héttel később, 1294. december 13-án a nápolyi kastélyba hívta össze a bíborosok kollégiumát. Celesztin itt felolvasta a Liber Sixtust, bejelentette lemondását, és felkérte a szent kollégiumot, hogy gyűljön össze az új egyházfő megválasztására.

## Őrizetben lemondása után

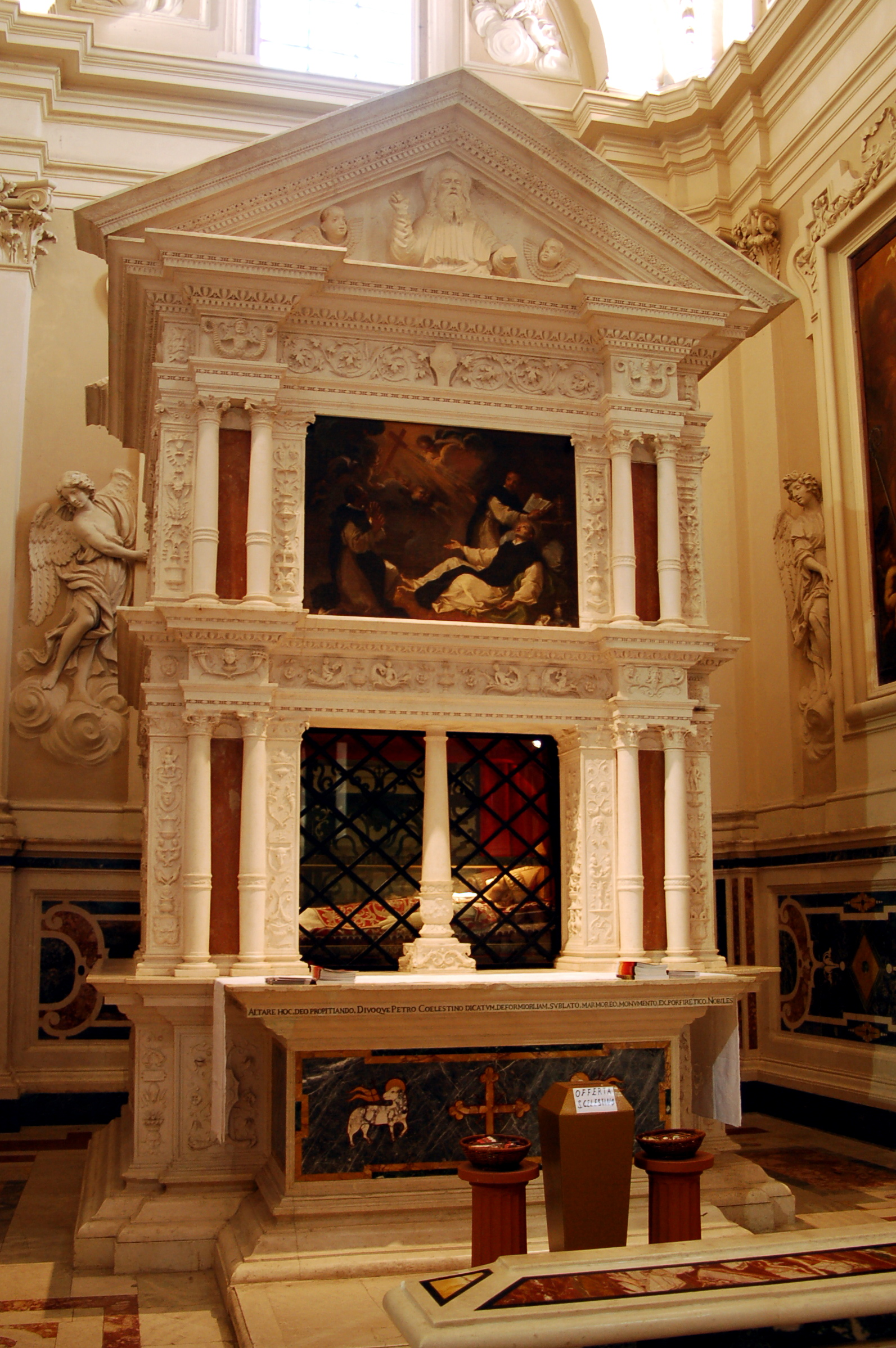
Celesztin síremléke az aquilai Santa Maria di Collemaggio-templomban

Celesztin lemondása után a konklávé újra megerősített szabályai szerint kilenc nap múltán összeült a bíborosok kollégiuma, amely Gaetani bíboros befolyása alatt igen gyorsan döntésre jutott. A bíborosok december 24-én Gaetani bíborost választották meg egyházfőnek, aki felvette a VIII. Bonifác nevet. Az új egyházfő azonnal visszavonta Celesztin rendeleteinek és kinevezéseinek nagy részét, majd a szerzetesi csuhába öltöztetett Celesztinnel együtt Rómába indult. Bonifác már Nápolyban több szemrehányást kapott, amiért rábírta Celesztint a lemondásra, és sokan úgy vélték, Bonifác nem törvényesen foglalja el a pápai trónt. Éppen ezért az új egyházfő őrizetbe vetette az egykori pápát. Az egyszerű szerzetes azonban vágyott vissza szeretett hegyei közé, így San Germanónál sikerült megszöknie a pápai menetből. A szerzetesek nagy örömmel üdvözölték újra a Maiella-hegység barlangjaiban. Bonifác azonban elrendelte az egykori pápa letartóztatását, hiszen amíg szabad volt, veszélyt jelentett hatalmára. A szerzetes hónapokig sikeresen menekült üldözői elől hegyeken és erdőkön át, és azt tervezte, hogy átkel az Adrián Görögországba. De hajóját egy heves tengeri vihar visszafordulásra kényszerítette, és a kikötőben, a Monte Gargano lábánál már várták Bonifác katonái. A katonák a pápa kezére juttatták az egykori egyházfőt, aki az Anagni közelében emelkedő fumonei vár egyik tornyába záratta Celesztint. A legendák szerint az őrök kegyetlenül bántak vele, sőt egyes történészek szerint maga Bonifác igyekezett megkeseríteni életét. Celesztin imádsággal és vezekléssel töltötte napjait, amikor több mint kilenc hónapos raboskodás után nyolcvanegy évesen 1296. május 19-én meghalt. Sokan Bonifácot vádolták meg Celesztin haláláért. Az tény, hogy koponyáján egy gyanús lyuk tátong. Évekkel később, 1313-ban V. Kelemen pápa szentté avatta, és földi maradványait Ferentino városából Aquilába vitette, abba a templomba, ahol pápává koronázták. Síremléke mind a mai napig itt látható. Ünnepét május 19-én tartja a katolikus egyház. Dante Isteni színjátékában is megjelenik, bár csak utalás található rá a műben. Dante Celesztint a pokol kapujába helyezte, amelynek legfőbb oka az volt, hogy lemondásával utat biztosított VIII. Bonifác pontifikátusának, aki Dante gyűlölt ellensége volt.

## Művei
- Documenta Catholica Omnia (latin nyelven). (Hozzáférés: 2011. december 6.)